# Зиккурат в Уре
Великий зиккурат в Уре (зиккурат Этеменнигуру) — наиболее сохранившийся храмовый комплекс Древнего Междуречья. Возведён в XXI веке до н. э. (около 2047 до н. э.) в городе Уре местными царями Ур-Намму и Шульги, как и святилище Экишнугаль, в честь лунного божества Нанна. Впоследствии не раз перестраивался, был значительно расширен нововавилонским царём Набонидом.

## История
Строительство зиккурата вела третья династия Ура, восстановившая местную шумерскую государственность после нашествий аккадцев и гутиев. Зиккурат был призван служить не только храмом, но и общественным учреждением, архивом и царским дворцом. С его вершины можно было увидеть весь город.
Зиккурат представлял собой 20-метровое кирпичное здание, которое располагалось на платформах различной ширины, с основанием 64 на 46 метров, с тремя этажами. Фундамент был сложен из сырцового кирпича, внешние стены выложены каменными плитами.

Вся поверхность здания была облицована кирпичами, которые предварительно прошли обработку битумом. 
Три подъёма наподобие приставных лестниц (крутая-центральная и две боковые соединялись вверху) вели на первую площадку, откуда ступени вели в кирпичную надстройку, где помещалось главное святилище-храм бога луны Нанны. Верхняя площадка служила также жрецам для наблюдений за звездами. Внутри стен, поддерживающих платформы, находилось множество комнат, где жили священники и работники храма.
Надстройка не сохранилась. Первый исследователь сооружения, Леонард Вулли, полагал, что эти лестницы были в древности обсажены деревьями, чтобы всё сооружение напоминало жителям аллювиальной равнины священную гору.
Зиккурат в Уре служил чтимым образцом для зодчих Древнего Междуречья. Не исключено, что либо сам зиккурат Этеменнигуру, либо построенный по его образцу зиккурат в Вавилоне послужили прообразом описанной в Библии Вавилонской башни.

## Современное состояние
В XX веке экспедиция Леонарда Вулли из Британского музея очистила зиккурат от многовековых наслоений, после чего он был частично реконструирован. Во дворе зиккурата Вулли открыл останки храмового архива — глиняные таблички с информацией о торговых сделках, в которых жрецы выступали представителями лунного божества.
В 1979—1980 гг., во время правления Саддама Хуссейна, по одобрению Иракского Директората древностей, были воссозданы фасады здания до первого уровня и монументальная лестница. По словам археологов[каких?]: «Это было правильное решение, иначе, после раскопок, он бы рассыпался!» В настоящее время[когда?] в 2 км к юго-западу от зиккурата находится американская авиабаза Али. Рядом с зиккуратом расположены развалины храма Навуходоносора II. Ближайший к памятнику город — Насирия.